# Dolichopus steini
Dolichopus steini är en tvåvingeart som beskrevs av Becker 1917. Dolichopus steini ingår i släktet Dolichopus och familjen styltflugor. Inga underarter finns listade i Catalogue of Life.